# Bob Todd
Bob Todd (ur. 15 grudnia 1921 w Faversham, zm. 21 października 1992 w Sussex) – brytyjski aktor komediowy, najbardziej kojarzony jako partner Benny Hilla i Spike'a Milligana.
Todd był znany ze swojej ponurej mimiki i talentu slapstickowego. Karierę rozpoczął w latach 60. XX wieku. Występował m.in. w programach i filmach Benny Hilla oraz Erika Sykesa.
Zmarł pół roku po Bennym Hillu.